# Каралдин, Байкадам
Байкадам Каралдин (каз. Байқадам Қаралдин) (18 декабря 1877, Каратургайская волость, Тургайский уезд, Оренбургская губерния, Российская империя — 30 мая 1930, Семипалатинск, КазАССР, РСФСР, СССР) — казахский общественный и государственный деятель.

## Биография

### До Февральской революции
Родился 18 декабря 1877 года в Каратургайской волости Тургайского уезда Оренбургской губернии (ныне Амангельдинский район Костанайской области Казахстана). Происходит из племени кыпшак. В 1891 году окончил Тургайское русско-казахское училище, а позднее — Оренбургский Неплюевский кадетский корпус. Был служащим уездного направления, учётчиком, переписчиком. С 1903 года являлся чиновником третьего разряда, с 1911 года — переводчиком. В 1909—1910 годах участвовал в этнографических экспедициях к казахским зимовкам в Тургайской и Сырдарьинской областях, а также в мелиорационных работах.
После начала Среднеазиатского восстания 1916 года Каралдин обратился к тургайскому военному губернатору М. М. Эверсману с разъяснением причин народного недовольства, вспыхнувшего после указа императора Николая II о призыве казахского населения на тыловые работы фронтов Первой мировой войны. Не дождавшись, однако, реакции властей, сам перешёл на сторону восставших. Был арестован и 8 декабря 1916 года вместе с предводителями восстания приговорён к смертной казни, однако Февральская революция помешала исполнению приговора.

### После революции
После освобождения принимал участие в организации Алашской автономии. В частности, вместе с А. Джангильдиным и А. Байтурсыновым участвовал в переговорах с РСФСР по вопросам Алаш-Орды.
В августе 1919 года был избран секретарём военно-революционного комитета по управлению Киргизским краем (в состав которого в то время входила территория современного Казахстана). В июне 1920 года стал членом, а затем заведующим земского отдела исполнительного комитета Тургайского уезда. Участвовал в подготовке проекта декрета СНК РСФСР «О революционном комитете по управлению Киргизским краем». Занимался организацией сельскохозяйственных артелей и кооперативов.

### Арест и гибель
В 1930 году был арестован в Кзыл-Орде по подозрению в противодействии коллективизации. Во время следствия содержался в Семипалатинске. 25 мая решением «тройки» ОГПУ приговорён к расстрелу. 30 мая приговор был приведён в исполнение.
Реабилитирован 18 февраля 1960 года.

## Семья
Жена — Урзипа Тулебеева, воспитанница закрытого пансиона для благородных девиц. В семье родилось 18 детей, шестеро из которых умерли во младенчестве. В числе потомков Байкадама Каралдина — Бахытжан Байкадамов (1917—1977), композитор, заслуженный деятель искусств Казахской ССР, и Айсулу Байкадамова (1927—1992), оперная певица, народный артист Казахской ССР.
Был близким другом Алиби Джангильдина и Ахмета Байтурсынова.